# Шабуров, Александр Евгеньевич
Алекса́ндр Евге́ньевич Шабу́ров (27 августа 1965, г. Берёзовский, Свердловская область) — российский художник, участник российской арт-группы «Синие носы».

## Биография
Родился 27 августа 1965 года. В 1985 году окончил Свердловское художественное училище. C 1993 — член Союза художников РФ.
В 1998 году получил грант Фонда Сороса на лечение и протезирование своих зубов в качестве художественного проекта. На протяжении многих лет сотрудничал с поэтом, художником, «панкскоморохом» и «Народным дворником России» Б. У. Кашкиным (Екатеринбург).
Первая выставка в Москве (совместно с Александром Голиздриным) состоялась в галерее современного искусства «Spider & Mouse» Игоря Иогансона.
В 1999 году в соавторстве с Евгением Касимовым создал и установил в Екатеринбурге, рядом с научной библиотекой им. Белинского, первый в мире памятник Человеку-невидимке.
В 1999 году организовал (совместно с Вячеславом Мизиным) арт-группу «Синие носы». Работы «Синих носов» неоднократно вызывали скандалы, задерживались таможней и были объектом судебных разбирательств. В октябре 2007 года на работы «Синих носов» с выставки «Соц-арт» в Государственной Третьяковской галерее, которая должна была переехать в Париж, публично обрушился с резкой критикой Министр культуры России А. Соколов. В частности, работа «Эра милосердия» была названа «порнографией» и «позором России».
Живёт и работает в Москве, преподаёт в Школе дизайна НИУ ВШЭ.

## Избранные персональные выставки и акции
- 2003 — «Вдвоем против мафии» (совм. с В. Мизиным). Галерея М. Гельмана, Москва[6].
- 2003 — «Absolut Blue Noses» (совм. с В. Мизиным). Зоологический музей, Москва.
- 2003 — «25 коротких перформансов о глобализации» (совм. с В. Мизиным). Тойнби-Студио, Лондон. В рамках конференции «Современное российское искусство и век глобализации», ГРМ, Тейт-Модерн, Pro Arte (каталог).
- 2002 — «Вдвоем против русской мафии» (совм. с В. Мизиным). Музей С. М. Кирова, С.-Петербург.
- 2000 — «Русский будда». Галерея М. Гельмана, Москва[7].
- 1998 — «Берёзовский концептуалист» / «Кто как умрёт». Музей молодежи, Екатеринбург[8][9].
- 1997 — «Лечение и протезирование зубов». Екатеринбург[8].

## Книги Александра Шабурова
- Герой нашего времени. 1987.
- Злоключения Шерлока Холмса в русских переводах и перевоплощениях. 1991–92.
- Книга книг, написанных по отдельности в апреле-мае 1990 и напечатанных вместе в сентябре-октябре 1992 гг. — Б.м.: Б.и., 1992. — 176 с.
- Жизнь supermana. 1995.
- Радости обычных людей. 1996.